# Нарійн-Гол
Нарійн-Гол (монг. Нарийн гол, рос. Нарийн-Гол, тув. Нарын) — річка, що протікає в Монголії та Російській Федерації (Республіка Тива). Впадає в озеро Убсу-Нур. 